# Ernest R. House
Pour les articles homonymes, voir House.
Ernest R. House est un universitaire américain spécialisé dans l'évaluation des politiques publiques et les politiques éducatives. Il est professeur émérite d'éducation à l' Université du Colorado à Boulder depuis 2002, où il a enseigné entre 1985 à 2001. Auparavant, il avait été professeur en Sciences de l'éducation à l' Université de l'Illinois à Urbana-Champaign de 1969 à 1985, où il avait obtenu son doctorat en 1968. 
Selon ses propres mots, House a été intéressé dans sa carrière par les innovations éducatives et par l'évaluation, cette dernière accaparant progressivement ses réflexions. Il y a toujours apporté une approche multidisciplinaire, puisant dans la philosophie, l'histoire, la linguistique, la littérature, etc. pour mettre en perspective les questions qui agitent la communauté évaluative. Son dernier ouvrage publié, « Regression to the Mean », est d'ailleurs un roman qui aborde la dimension politique de l'évaluation du point de vue d'un évaluateur.  
Entre autres fonctions dans le monde évaluatif, il a été rédacteur en chef de la revue New Directions for Program Evaluation (la revue de la Evaluation Research Society) de 1982 à 1985.

## Évaluation, justice et éthique
Ernest House se distingue, tôt dans sa carrière évaluative, en considérant que l'évaluation est une activité politique, et non pas uniquement académique ou technique. Refusant l'utilitarisme dominant de l'époque, il propose de s'inspirer de la notion de justice sociale développée par le philosophe John Rawls. Pour Rawls, si les inégalités doivent être permises, ce doit être au bénéfice des plus désavantagés. Les évaluateurs et les évaluatrices ont dès lors une responsabilité morale à considérer les conséquences de leurs travaux pour la société, et en particulier pour les dominés : ils doivent donc comprendre les besoins des différents groupes de parties prenantes, en particulier les plus pauvres, et intégrer ces éléments à leur propre conception de la justice sociale, ce qui en fait finalement les porte-paroles des groupes dominés.  
L'évaluation ne peut pas être neutre en termes de valeurs, pour House, malgré ce qu'en disent les évaluateurs de l'époque : il faut donc engager un travail important de réflexivité sur ses propres valeurs et sur les valeurs en présence pour pouvoir évaluer. Comme l'indiquent Marvin Alkin et Christina Christie, Ernest House ne pense ainsi plus en termes de ce qui est bon ou mal, comme le faisait Michael Scriven, mais réellement de ce qui est la bonne chose à faire, la plus équitable ou la plus juste (right, fair or just).
House place donc sa carrière sous le signe d'une réflexion sur l'éthique qui l'amène à accorder une place majeure à la question des valeurs défendues par l'évaluation. Dans son ouvrage « Professional Evaluation », Il invite à éviter des erreurs éthiques qui découlent : 
- de l'évaluation en tant que démarche de service, contractuelle : considérer les intérêts du client ou du gestionnaire du programme au-dessus de tout, ou mener l'évaluation de façon qu'elle corresponde rigoureusement aux termes du contrat, ce qu'il appelle respectivement clientism, managerialism et contractualism.
- de l'évaluation en tant qu'activité technique, et notamment la croyance qu'une bonne méthodologie peut permettre de résoudre ou d'éviter les problèmes éthiques (methodologism). En fait, dit-il, les choix méthodologiques peuvent causer des injustices, même de façon détournée[6].
- de démarches participatives qui ne permettent pas de contribuer à la justice sociale, soit qu'elles n'incluent que les intérêts des parties prenantes les plus puissantes dans l'évaluation (pluralism/elitism), soit qu'elles donnent le même poids à tous les points de vue, quels qu'ils soient (relativism).

## Les années Reagan et la monté du néolibéralisme
Les initiatives engagées par Ronald Reagan, puis George H. W. Bush et Bill Clinton sont vues par Ernest House comme une entreprise de démantèlement du programme de Grande société de Lyndon B. Johnson, en particulier dans le domaine de l'éducation. Il consacre des efforts importants à démonter les hypothèses néolibérales dans l'éducation . 
Plus largement, House s'inquiète de la façon dont le "culte de l'efficience" finit par affecter négativement la vie des gens, et en particulier des plus pauvres – et de la façon dont les évaluateurs voient leur métier changer pour mesurer l'efficacité et traquer des sources d'économies possibles, sans se soucier des raisons ou des conséquences. Pour House, les évaluateurs ont un rôle pour se confronter aux théories en vogue dans le monde politique, non pas tant pour dire ce qu'il faut faire qu'en proposant un cadre rationnel pour se confronter aux solutions proposées, ce qu'il propose dans son ouvrage «Schools for Sale» pour le monde de l'éducation.

## Évaluation démocratique délibérative
Dans les années 1990 et 2000, Ernest House prolonge ses réflexions autour de la justice sociale. House reste préoccupé par l'idée d'une évaluation qui puisse aider les décideurs à faire des choix légitimes, mais il refuse l'idée que les évaluateurs et les évaluatrices devraient se faire les avocats de points de vue particuliers, car cela ruinerait leur crédibilité. Prenant l'exemple de la directrice de l'évaluation du General Accounting Office américain, Eleanor Chelimsky, et l'évaluation de la guerre chimique, House et son coauteur Kenneth Howe plaide pour que l'évaluation documente sérieusement toutes les perspectives pertinentes sur un sujet, s'engage dans un dialogue véritable entre l'ensemble des parties prenantes et crée les conditions d'une véritable délibération. L'évaluation peut alors être véritablement objective, au sens où elle n'est pas biaisée par une insuffisante prise en compte de tous les points de vue pertinents sur le sujet, et contribuer à l'avènement d'une démocratie délibérative, dans laquelle toutes les parties, même opposées, peuvent se parler. 
À noter que l'évaluation démocratique délibérative n'est pas tant un modèle d'évaluation (il n'y a pas de guide pour son application), qu'« un idéal qui mérite d'être poursuivi ».

## Livres
House est l'auteur de nombreux livres, dont les suivants : 
- The politics of educational innovation (1974)
- Survival in the Classroom (avec S. Lapan, 1978) [9]
- Evaluating with Validity (1980, réédition 2010) [10]
- Jesse Jackson and the politics of charisma: the rise and fall of the Push / Excel program (1988) [11]
- Professional Evaluation: social impact and political consequences (1993) [12]
- Schools for Sale : Why Free Market Policies Won't Improve America's Schools and What Will (1998) [13]
- Values in Evaluation and Social Research (avec K. Howe, 1999) [14]
- Regression to the Mean: A Novel of Evaluation Politics (2007) [15]

L'œuvre d'Ernest R. House est inédite en français.